# قطيط

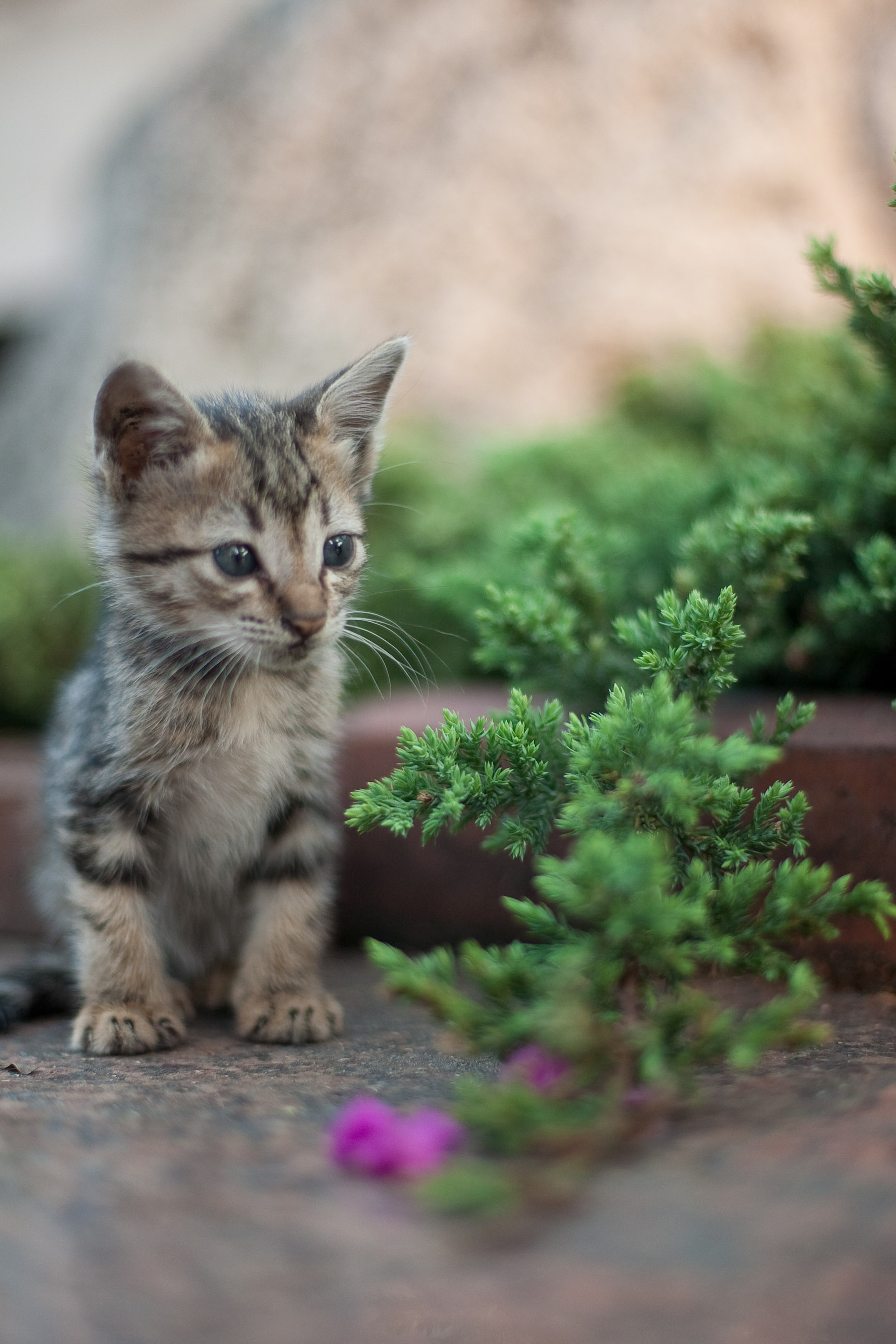
قطيط في الفلبين.

القُطَيْط أو الهُرَيْر هو صغير القطط المستأنسة، ويمكن ان يطلق على بعض صغار السنوريات البرية مثل الأصلوت، عناق الأرض، والوشق.

## الولادة والنمو

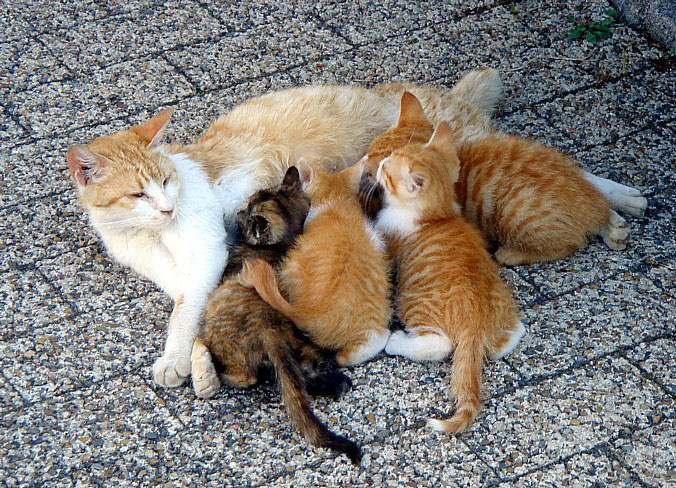
قطيطات ترضع من أمها

تلد القطة عادة من ثلاث إلى خمس قطيطات، بعد حمل يدوم ما بين 64 إلى 67 يوماً.
خلال الأسابيع القليلة الأولى، تكون القطيطات غير قادرة على التبول أو التبرز دون تحفيز من أمها، كما انها غير قادرة على تنظيم درجة حرارة أجسامها خصوصا في أسابيعها الثلاتة الأولى، حيث إنها تولد عند أقل من °27C درجة مئوية، (°80F فارنهايت)، وبالتالي يمكن أن تموت عند التخلّي عنها وعدم إبقائها دافئة بواسطة أمها.
يعتبر حليب الأم مهما جدا لتغذية القطيطات ونموها السليم، ينقل هذا الحليب مضادات الاجسام المساعدة على حمايتهم من الأمراض المعدية، كما أن القطيطات حديثة الولادة غير قادرة على إنتاج بول مركز، وبالتالي تحتاج لكثير من السوائل.
تفتح القطيطات أعينها بعد الولادة بسبعة إلى عشرة أيام، تتطور شبكية العين في البداية بشكل بطيئ مما يمنحهم رؤية سيئة، وتتحسن تدريجيا لغاية الاسبوع العاشر.
تنمو القطيطات بسرعة انطاقا من أسبوعين لغاية الأسبوع السابع من عمرها، حيث تحسن قوتها وتنسيقها من خلال لعب القتال مع اخوانها، وتبدأ في استكشاف العالم خارج العش أو الوكر، كما تتعلم تنظيف نفسها وبعضها البعض، وأيضا تبدأ لعب الصيد والمطاردة، فتظهر فطرتها الافتراسية، وتنمي هذه الفطرة مع أمها أو مع قط بالغ آخر وذلك باحظار بعض الفرائس إلى الوكر.

## صحة

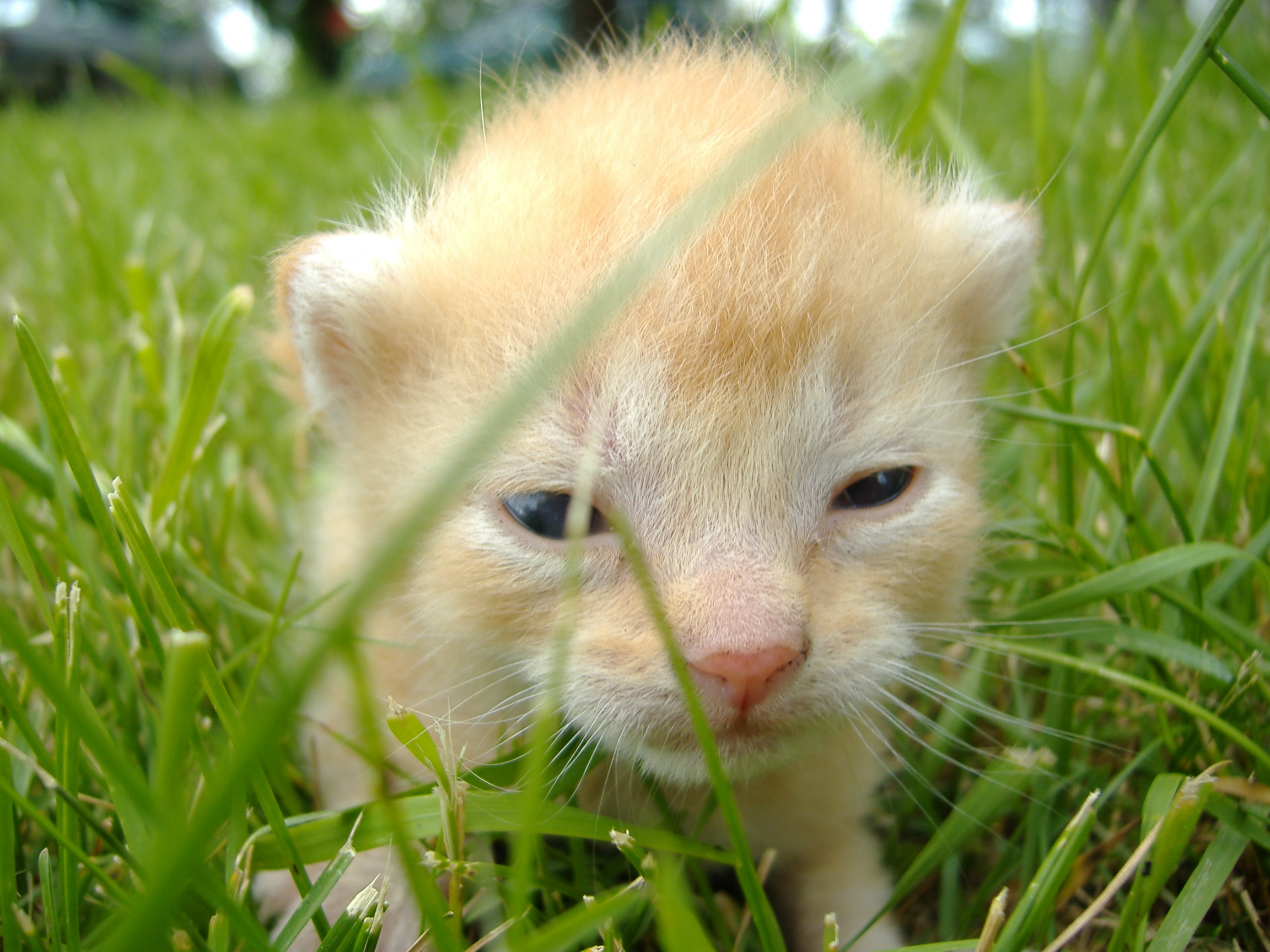
قطيط يفتح عينيه لأول مرة.

عادة ما يتم تطعيم القطيطات المنزلية في المجتمعات المتقدمة انطلاقا من شهرين لثلاثة من عمرها، ويكون التطعيم ضد الفيروسات السنورية.

## القطيطات اليتيمة
القطيطات الصغيرة حساسة للهواء خصوصاً بعد موت أمها، فيجب إطعامها الحليب بواسطة قطارة أو بطريقة جلب ملعقه صغيرة واطعامه ببطئ وصبر لكي لا يختنق، كما يجب عدم إطعامه أشياء قاسية لأنه لا يستطيع مضغها إلا في الأسبوع الثالث، وعليك تدفئة القطة جيدا وفحصها عند البيطري.

## وصلات خارجية
- القط من الموسوعة العربية العالمية